# Čmeláčí muž
Čmeláčí muž, vlastním jménem Pedro Chespirito, je fiktivní postava z amerického animovaného seriálu Simpsonovi. Je hercem na kanálu Ocho, pracuje ve stejném studiu jako Kent Brockman. Pochází z Latinské Ameriky, z Mexika, a mluví španělskou angličtinou. Svůj oblek nikdy nesundavá, s výjimkou epizody Dvaadvacet krátkých filmů o Springfieldu, kde je ukázán jeho život v soukromí.

## Předloha
Předlohou pro postavu Čmeláčího muže je hlavní hrdina populárního stejnojmenného mexického seriálu El Chapulín Colorado, kterou ztvárnil komik Roberto Gómez Bolaños známý pod pseudonymem Chespirito. Nešikovný Chapulín Colorado parodoval superhrdinské příběhy, strojil se do červeného superhrdinského kostýmu a na hlavě měl dvě tykadla a při svých dobrodružstvích pak napáchal obvykle více škody než užitku. Kdykoliv prý Matt Groening při návštěvě Mexika pustil televizi, byl v ní právě Chapulín Colorado. To je důvod, proč kanál Ocho vysílá výhradně pořady s Čmeláčím mužem.

## Kontroverze
V roce 2007 v souvislosti s reklamní kampaní k Simpsonovým ve filmu byli tvůrci Simpsonových obvinění některými členy indické komunity ve Spojených státech z rasismu za vykreslení postavy Apua Nahasapímapetilona, postavy prodavače a nelegálního imigranta z Indie. V souvislosti s tím byly zmiňovány i další postavy včetně Šáši Krustyho (Žid), školníka Willieho (Skot) nebo právě Čmeláčího muže (Latinoameričan).
Od 4. do 31. řady daboval v původním znění Čmeláčího muže Hank Azaria. Od 32. řady je jeho hlasem Eric Lopez.
V Latinské Americe jsou Simpsonovi poměrně kontroverzním tématem, ve Venezuele byl seriál dokonce zakázán jako nevhodný pro děti a nahradil ho vhodnější Pobřežní hlídka.